# Сокуровское сельское поселение
Сокуровское се́льское поселе́ние — муниципальное образование в Лаишевском районе Татарстана Российской Федерации.
Административный центр — село Сокуры.

## История
Статус и границы сельского поселения установлены Законом Республики Татарстан от 31 января 2005 года № 28-ЗРТ «Об установлении границ территорий и статусе муниципального образования "Лаишевский муниципальный район" и муниципальных образований в его составе».

## Население
| 2010  | 2011  | 2012  | 2013  | 2014  | 2015  | 2016  |
| ----- | ----- | ----- | ----- | ----- | ----- | ----- |
| 1134  | ↗1136 | ↗1171 | ↗1247 | ↗1310 | ↗1430 | ↗1518 |
| 2017  | 2018  |       |       |       |       |       |
| ↗1623 | ↗1740 |       |       |       |       |       |

## Состав сельского поселения
| № | Населённый пункт | Тип населённого пункта       | Население |
| - | ---------------- | ---------------------------- | --------- |
| 1 | Обухово          | деревня                      | 68        |
| 2 | Сокуры           | село, административный центр | ↗1087     |